# Bukarevac
Bukarevac (cyr. Букаревац) – wieś w Serbii, w okręgu pczyńskim, w gminie Preševo. W 2002 roku liczyła 905 mieszkańców.